# 악셀 베그너
악셀 베그너(독일어: Axel Wegner, 1963년 6월 3일 ~ )는 독일의 사격 선수이며 올림픽 챔피언이다.
메클렌부르크포어포메른주 데민에서 태어난 바그너는 1988년 서울 올림픽에서 동독을 대표하여 개인 스키트 종목의 금메달을 획득하였다.
그는 후에 통일된 독일을 대표하여 2000년을 제외한 4개의 올림픽에 더 나가기도 하였다.